# Genesis Archive 1967-75
Genesis Archive 1967-75 è un cofanetto di 4 CD del gruppo musicale Genesis, pubblicato nel 1998

## Descrizione
Il cofanetto raccoglie esecuzioni dal vivo, inediti e B-side del periodo con Peter Gabriel alla voce ed è strutturato cronologicamente a ritroso:
- I primi due CD contengono l'esecuzione integrale di The Lamb Lies Down on Broadway, registrata dal vivo il 24/1/1975 allo Shrine Auditorium di Los Angeles, tranne il brano conclusivo it che è un remix della versione in studio del 1974: tale eccezione fu necessaria poiché il nastro multitraccia originale impiegato nel concerto terminò prima dell'esecuzione del brano in questione.
- Il terzo CD comprende alcuni estratti da un concerto al Rainbow Theatre di Londra del 20/10/1973, un brano eseguito dal vivo alla BBC nel 1970 e altri tre pubblicati all'epoca solo come singoli, tra cui una versione abbreviata di Watcher of the Skies.
- Il quarto e ultimo CD contiene brani inediti, versioni alternative e demo del periodo che va dagli esordi (1967) fino ai primi mesi del 1970, antecedenti la registrazione del secondo album Trespass.

Sulle registrazioni dal vivo di Los Angeles e Londra e sul brano in studio it, Peter Gabriel registrò nuovamente quasi tutte le parti vocali poiché non soddisfatto delle sue interpretazioni dell'epoca; anche Steve Hackett reincise alcune parti di chitarra che si erano perdute nel missaggio dei nastri originali.
Il cofanetto è accompagnato da un libretto contenente note a cura di Tony Banks, Peter Gabriel, Chris Welch, Tony Stratton-Smith (fondatore della Charisma Records) e altri.

## Tracce

### CD 1
1. The Lamb Lies Down On Broadway — 6:29
2. Fly on a Windshield — 4:38
3. Broadway Melody of 1974 — 0:34
4. Cuckoo Cocoon — 2:17
5. In the Cage — 7:57
6. The Grand Parade Of Lifeless Packaging — 4:25
7. Back In N.Y.C. — 6:19
8. Hairless Heart — 2:22
9. Counting Out Time — 4:00
10. The Carpet Crawlers — 5:45
11. The Chamber of 32 Doors — 5:52

vocal re-track

### CD 2
1. Lilywhite Lilith — 3:04
2. The Waiting Room — 6:15
3. Anyway — 3:28
4. Here Comes The Supernatural Anaesthetist — 3:57
5. The Lamia — 7:12
6. Silent Sorrow In Empty Boats — 3:15
7. The Colony of Slippermen (The Arrival — A Visit to the Doktor — The Raven) — 8:47
8. Ravine — 1:39
9. The Light Dies Down on Broadway — 3:37
10. Riding The Scree — 4:30
11. In The Rapids — 2:25
12. It — 4:20

### CD 3
1. Dancing with the Moonlit Knight — 7:05
2. Firth of Fifth — 8:29
3. More Fool Me — 4:01
4. Supper's Ready — 26:31
5. I Know What I Like (In Your Wardrobe) — 5:36
6. Stagnation — 8:52
7. Twilight Alehouse — 7:45
8. Happy the Man — 2:53
9. Watcher of the Skies — 3:42

### CD 4
1. In the Wilderness (Rough mix w/o strings) — 3:00
2. Shepherd — 4:00
3. Pacidy — 5:42
4. Let Us Now Make Love — 6:14
5. Going Out to Get You — 4:54
6. Dusk — 6:14
7. Build Me a Mountain — 4:13
8. Image Blown Out — 2:12
9. One Day (demo) — 3:08
10. Where the Sour Turns To Sweet (demo) — 3:14
11. In the Beginning (demo) — 3:31
12. The Magic of Time — 2:01
13. Hey! — 2:28
14. Hidden in the World of Dawn — 3:10
15. Sea Bee — 3:05
16. The Mystery of The Flannan Isle Lighthouse — 2:36
17. Hair on the Arms and Legs — 2:42
18. She Is Beautiful — 3:47
19. Try a Little Sadness — 3:21
20. Patricia — 3:05

## Formazione
- Peter Gabriel – voce e flauto
- Tony Banks – tastiere, chitarra
- Mike Rutherford – basso, chitarra
- Phil Collins – batteria, percussioni, voce
- Steve Hackett – chitarra
- Anthony Phillips – chitarre
- John Mayhew– batteria
- John Silver – batteria